# Muungano (Geita)
Muungano è una circoscrizione mista (mixed ward) della Tanzania situata nel distretto di Chato, regione di Geita. Conta una popolazione di 12 816 abitanti (censimento 2012).